# 炸香蕉

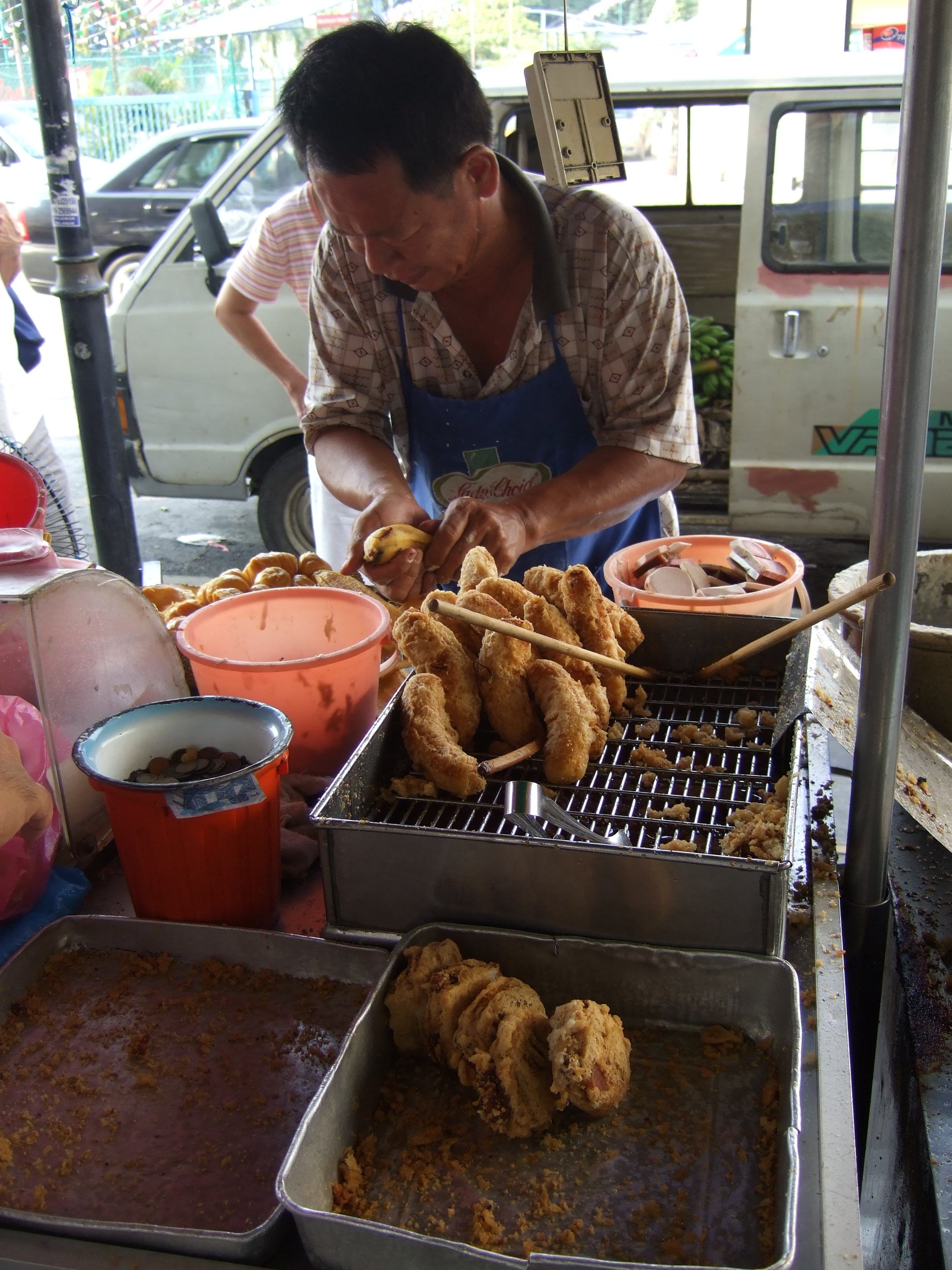
在馬來西亞街頭販售的炸香蕉的華人小販

炸香蕉（馬來文/印尼文：Pisang Goreng，泰文：กล้วยทอด，越南语：／）是一道將香蕉裹上一層麵糊，再放進熱油裡炸，酥炸後的炸香蕉外脆內軟，流行於東南亞各地和南印度一帶，是當地人下午茶時間或飯後所享用的甜點。

## 做法與吃法
炸香蕉的麵糊在不同地方有不同的調法，基本上都是使用粘米粉、麵粉和發粉為底，再依據各地不同的口味而加入不同的配方，在馬來西亞一帶有些商販會在麵糊中加入黃薑粉和肉桂粉，以增加炸香蕉的風味，也能為其添色，也有人會為了更酥脆的口感而加上玉米粉、木薯粉或碩莪粉；在泰國一帶會在麵糊加上椰絲或芝麻。
在馬來西亞與印尼一帶，炸香蕉一般是使用口感較硬且甜度夠的大王蕉（Pisang Raja），香蕉切半後裹上麵糊放進熱油內炸；也有人使用身形較為粗短的立白蕉（Pisang Nipah），因立白蕉的甜度較低，老一輩的人士在享用時會沾上白糖，同時搭配咖啡烏。现在也有不少年轻人在享用前沾上芝士酱来搭配。在柔佛州的峇株巴轄（Batu Pahat），則會將炸香蕉搭配由黑醬油、蒜蓉、指天椒、糖與花生碎而成的Sambal Kicap一同享用，該醬料原本是當地華人用來搭配鳳梨、沙葛等享用，後來被南馬一帶的馬來人將其作為搭配各種炸物的醬料，可看出華人飲食習慣對馬來人的影響。
在印尼一帶，因當地人較為嗜甜，會在炸香蕉上淋上咖椰、煉奶、果醬或巧克力醬享用，而南印度一帶則習慣沾上椰奶來吃。